# Sericosema californiaria
Sericosema californiaria là một loài bướm đêm trong họ Geometridae.